# George Chip

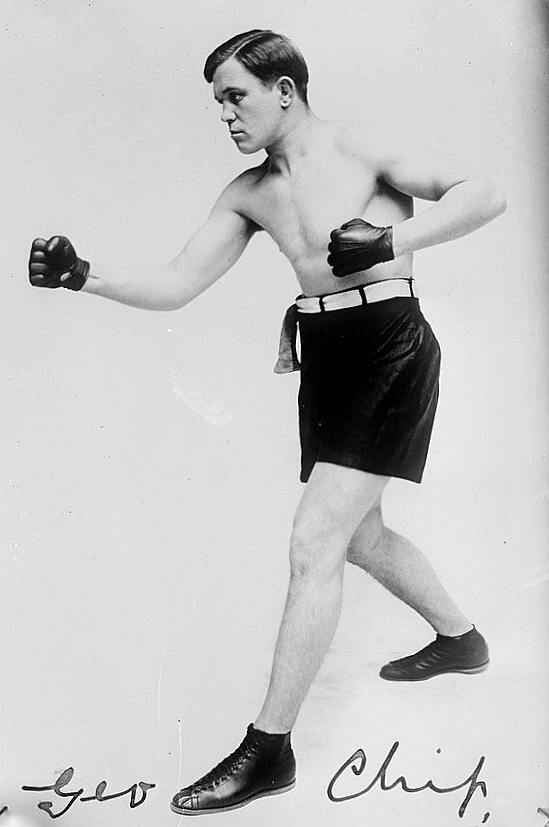
George Chip

George Chip (* 25. August 1888 in Scranton, Pennsylvania, Vereinigte Staaten; † 6. November 1960) war ein US-amerikanischer Boxer im Mittelgewicht. Er war vom Oktober 1913 bis April 1914 Box-Weltmeister in seiner Klasse.